# 拉格尼茨
拉格尼茨是奥地利施蒂利亚州莱布尼茨县的一个市镇。总面积20.77平方公里，总人口1444人，人口密度69.5人/平方公里（2005年）。